# Flacey, Côte-d'Or
Flacey är en kommun i departementet Côte-d'Or i regionen Bourgogne-Franche-Comté i östra Frankrike. Kommunen ligger i kantonen Is-sur-Tille som tillhör arrondissementet Dijon. År 2022 hade Flacey 210 invånare.

## Befolkningsutveckling
Antalet invånare i kommunen Flacey
Referens:INSEE